# Klinča Sela
Klinča Sela – wieś w Chorwacji, w żupanii zagrzebskiej, w gminie Klinča Sela. W 2011 roku liczyła 1726 mieszkańców.